# Юлий Прозий Руфин
Луций Юлий Прозий Руфин (на гръцки: Ιουλιου Πρωσειου Ρουφεινου; на латински: Julius Prosius Rufinus) е римски управител на провинция Тракия (legatus Augusti pro praetore Thraciae) по времето на август Хелиогабал и август Александър Север през 222 г.
Произлиза от знатния римски род Юлии. Името му е известно от пътни колони, които издигнал за Хелиогабал с управата на Пауталия (дн. Кюстендил) в пътна станция Турес (дн. Пирот) и с управата на Августа Траяна (дн. Стара Загора) при с. Бял Извор. За Александър Север издигнал пътни колони с управата на Сердика при с. Връбница, с управата на Пауталия при гр. Димитровград (Сърбия) и с управата на Августа Траяна при пътна станция Арзус (дн. с. Калугерово). Издига и статуя на Юлия Мамея в Августа Траяна.